# Axel Bergmark
Axel Magnus Bergmark (i riksdagen kallad Bergmark i Hedåker), född 27 januari 1842 i Främmestads socken, Skaraborgs län, död 2 augusti 1914 i Hyringa församling, Skaraborgs län, var en svensk militär, godsägare och riksdagsman. 
Han var underlöjtnant vid Skaraborgs regemente 1863, löjtnant 1875, kapten 1884, major i armén 1895, kapten i regementets reserv 1895 och tog avsked från armén 1909.
Bergmark var ledamot av riksdagens andra kammare 1897–1899, invald i Åse, Viste, Barne och Laske domsagas valkrets i Skaraborgs län. Han tillhörde Lantmannapartiet.